# Trip at Knight
Trip at Knight è il quarto album in studio del rapper statunitense Trippie Redd, pubblicato il 20 agosto 2021 da 1400 Entertainment e TenThousand Projects.
L'album vede le collaborazioni di SoFaygo, Drake, Lil Uzi Vert, Playboi Carti, Ski Mask the Slump God, Polo G, Lil Durk, Babyface Ray, Sada Baby, Icewear Vezzo e dei defunti rapper XXXTentacion e Juice Wrld.

## Tracce
1. Molly Hearts – 2:42
2. MP5 (con SoFaygo) – 2:39
3. Betrayal (feat. Drake) – 2:32
4. Finish Line – 2:22
5. Holy Smokes (feat. Lil Uzi Vert) – 3:01
6. Super Cell – 2:41
7. Miss the Rage (con Playboi Carti) – 3:56
8. Supernatural – 2:20
9. Demon Time (con Ski Mask the Slump God) – 2:39
10. Matt Hardy 999 (con Juice Wrld) – 3:08
11. Vibes – 2:04
12. New Money – 2:24
13. Danny Phantom (feat. XXXTentacion) – 2:16
14. Space Time – 1:59
15. Baki – 2:27
16. iPhone – 2:01
17. Rich MF (con Polo G feat. Lil Durk) – 4:07
18. Captain Crunch (con Sada Baby e Icewear Vezzo feat. Babyface Ray) – 4:18

## Classifiche

### Classifiche settimanali
| Classifica (2021) | Posizione massima |
| ----------------- | ----------------- |
| Australia         | 9                 |
| Austria           | 11                |
| Belgio (Fiandre)  | 8                 |
| Belgio (Vallonia) | 32                |
| Canada            | 4                 |
| Danimarca         | 20                |
| Finlandia         | 42                |
| Germania          | 47                |
| Irlanda           | 13                |
| Italia            | 61                |
| Lituania          | 19                |
| Norvegia          | 5                 |
| Nuova Zelanda     | 5                 |
| Paesi Bassi       | 12                |
| Regno Unito       | 15                |
| Spagna            | 65                |
| Stati Uniti       | 1                 |
| Svezia            | 31                |
| Svizzera          | 6                 |

### Classifiche di fine anno
| Classifica (2021) | Posizione |
| ----------------- | --------- |
| Stati Uniti       | 173       |